# Jan Hendrik Scholten
Jan Hendrik Scholten (født 17. august 1811 i Vleuten ved Utrecht, død 10. april 1885) var en nederlandsk protestantisk teolog.
Scholten var fører for den moderne kritiske teologiske skole i Holland. Han arbejdede både på det dogmatisk-filosofiske område og på det nytestamentlige; på det sidste område vakte især hans isagogiske værker med deres ofte meget radikale anskuelser opsigt. Fra 1843 virkede han som professor i Leyden. 
Blandt hans skrifter må nævnes: De leer der heervormde kerk, I—II (1848—50), Geschiedenis van Godsdienst en wysbegeerte (1853), en religionens og filosofiens historie, oversat på dansk i forkortet form af R.R. Vestergaard (1886), Inleiding tot de schriften des N. T. (1853), De vrije wil (1859) og forskellige værker om evangelierne og om Paulus. Sin egen teologiske udvikling har han beskrevet i Afscheidsrede bij het neerlegen van het hoogleeraarsambt (1881).